# Ascoideaceae
Ascoideaceae es una familia de levaduras perteneciente al orden Saccharomycetales. Se trata de un taxón monotípico que contiene únicamente al género Ascoidea. Las especies de esta familia tienen una amplia distribución y típicamente crecen en galerías horadadas por coleópteros en la madera muerta.